# Eremogone scariosa
Eremogone scariosa là loài thực vật có hoa thuộc họ Cẩm chướng. Loài này được (Boiss.) Holub mô tả khoa học đầu tiên năm 1977.